# Sis (Armenia)
Sis (in armeno Սիս?) è un comune dell'Armenia di 1 705 abitanti (2008) della provincia di Ararat.